# Гудзівський заказник
Гу́дзівський зака́зник — гідрологічний заказник місцевого значення в Україні. Об'єкт розташований на території Звенигородського району Черкаської області, неподалік від північної околиці міста Звенигородка. 
Площа — 7,8 га. Статус отримано згідно з рішенням облради від 23.12.1998 року № 5-3. Перебуває у віданні: СПД Каюк Я. А. 
Охороняється водно-болотний масив з типовою рослинністю.

## Галерея

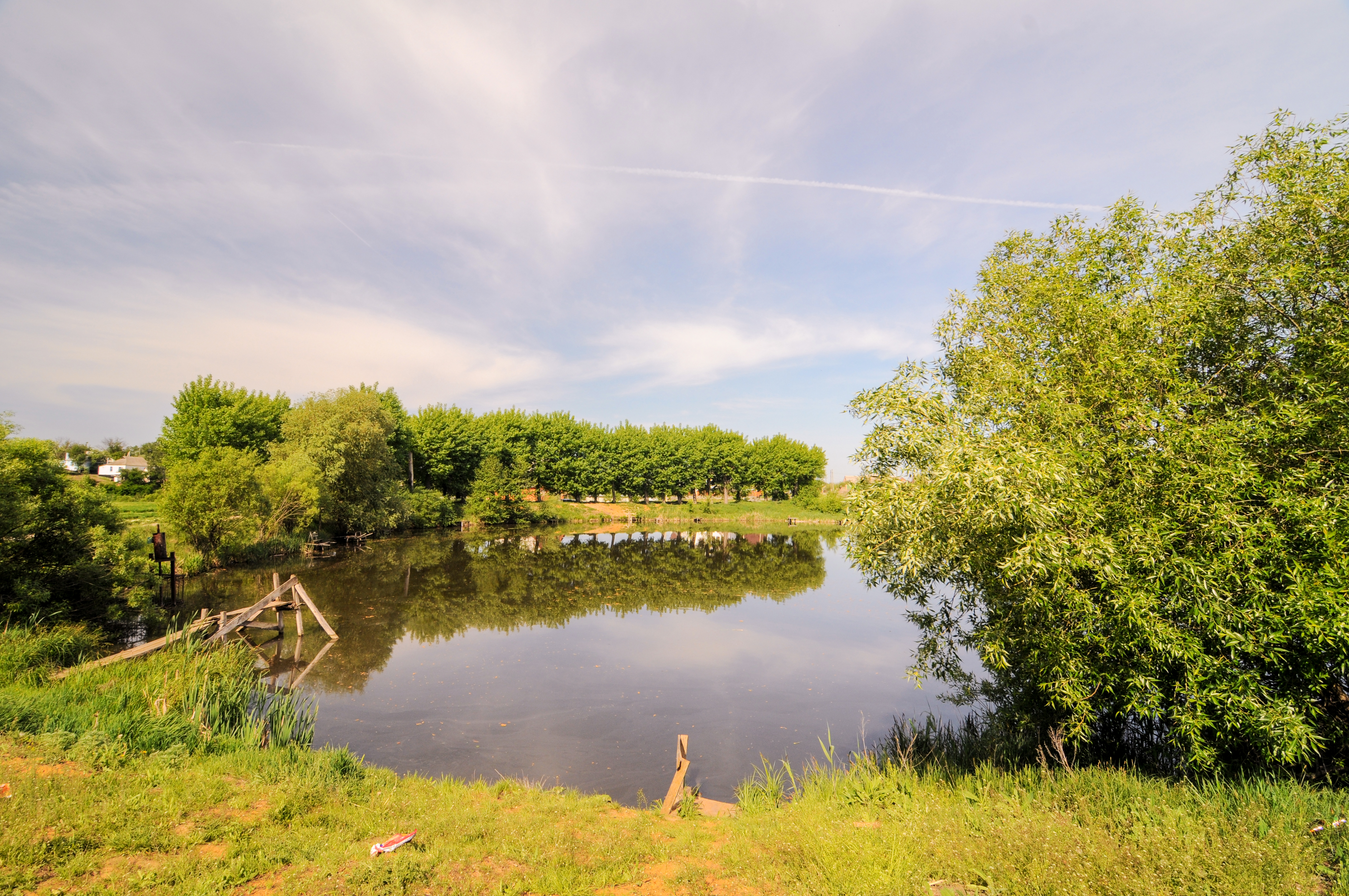
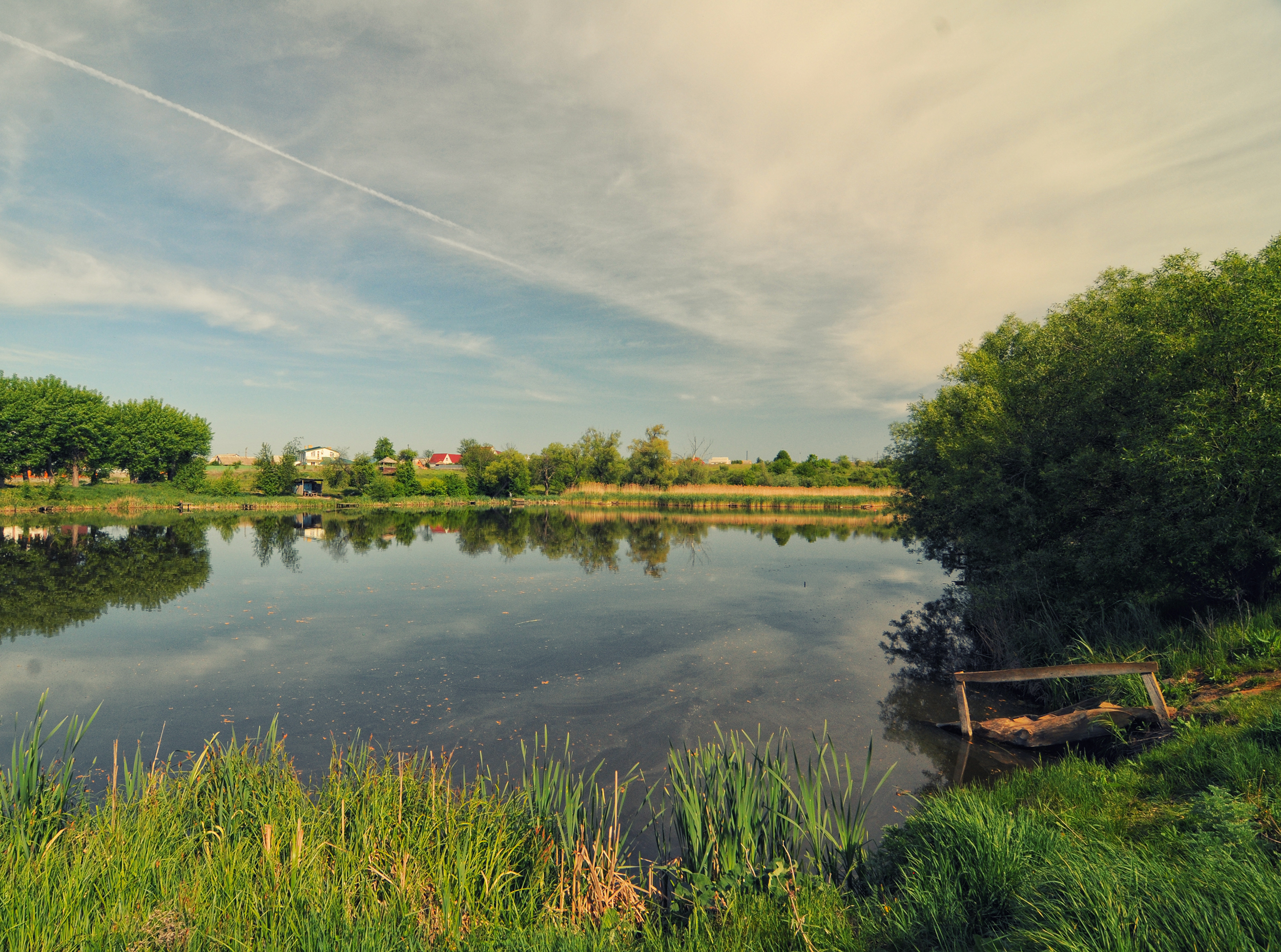